# Norman Chevers
Norman Chevers (1818-1886) foi um médico e cirurgião inglês do Serviço Médico de Bengala. Ele é conhecido por pesquisas sobre pericardite constritiva.

## Vida
Ele nasceu em Greenhithe, Kent, filho do cirurgião naval Forbes Macbean Chevers e sua esposa Anne Talman. Ele foi educado no Haslar, Guy's Hospital, e na Universidade de Glasgow, onde se formou M.D. em 1839, com 21 anos.
Após a graduação, Chevers trabalhou por nove anos no Guy's Hospital, pesquisando em fisiologia, enquanto trabalhava em clínica particular na Upper Stamford Street, sul de Londres. Ele ingressou no Serviço Médico de Bengala em 1848.
Chevers tornou-se diretor da Faculdade de Medicina de Calcutá em 1862. Aposentou-se do trabalho médico na Índia em 1876, com o posto de Vice-Cirurgião Geral. Ele voltou para a Inglaterra e se envolveu na Sociedade Epidemiológica, atuando como seu Presidente.

## Observações
Chevers considerava a síndrome dos pés ardentes uma forma de "neuralgia da malária". Mais tarde, ele argumentou contra a teoria microbiana das doenças, em particular a febre entérica e a cólera.
Em seu manual de jurisprudência, Chevers foi um dos primeiros defensores do uso da fotografia. Ele achou que seria particularmente útil na investigação de assassinatos em áreas rurais.
A investigação fisiológica de Chevers foi usada para argumentar contra o casamento infantil. Ele relatou como verdadeira a origem de sati, sendo a necessidade de evitar que esposas envenenem maridos, a fim de ter um novo amante. Ele também era um defensor da temperança.

## Obras
- A Treatise on Removable and Mitigable Causes of Death (1852)[11]
- A Manual of Medical Jurisprudence for Bengal and the North-Western Provinces (1856)[12]
- The Sanitary Position and Obligations of the Inhabitants of Calcutta (1863), lecture to the Bethune Society[13]
- A Commentary on the Diseases of India (1886)[14]